# Zgornje Gruškovje
Zgornje Gruškovje – wieś w Słowenii, w gminie Podlehnik. W 2018 roku liczyła 215 mieszkańców.